# Guz miejsca łożyskowego

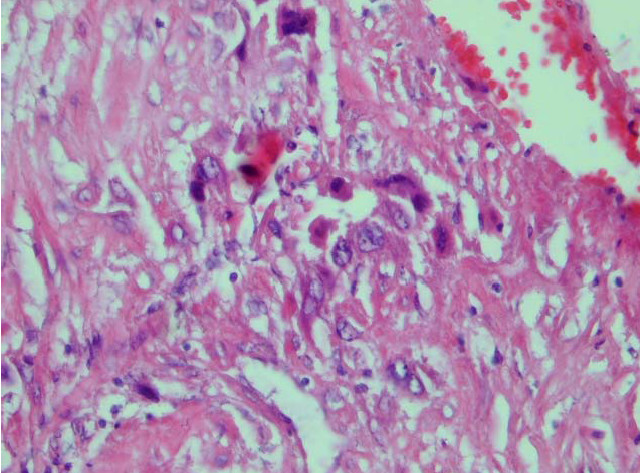
Obraz histologiczny PSTT

Guz miejsca łożyskowego (ang. placental-site trophoblastic tumor, PSTT) – rzadka postać ciążowej choroby trofoblastycznej, histopatologicznie nowotwór złośliwy wywodzący się z komórek łożyskowych.
Choroba przebiega bez wzrostu hCG. Guz szerzy się przez naciekanie i drogą naczyń chłonnych. Jest o wiele bardziej oporny na chemioterapię niż rak kosmówki.
Leczenie polega na intensywnej chemioterapii schematami wielolekowymi. Szacuje się, iż w 15% choroba kończy się zgonem.